# Cynorta itacoaiensis
Cynorta itacoaiensis is een hooiwagen uit de familie Cosmetidae.